# Бакайоко, Мусса
Мусса Паул Бакайоко (род. 27 декабря 1996, Кот-д’Ивуар) — ивуарийский футболист, нападающий.

## Клубная карьера
В 2017 году стал игроком армянского клуба «Ширак». 18 марта 2017 года в матче против клуба «Гандзасар» Капан дебютировал в чемпионете Армении.
В январе 2020 года перешёл в ирландский клуб «Дерри Сити».
Летом 2023 года подписал контракт с клубом «Жетысу».

## Достижения
«Ширак»
- Обладатель кубка Армении: 2016/17

## Клубная статистика
| Игровая карьера | Игровая карьера        | Игровая карьера | Лига | Лига | Кубок | Кубок | Межд. | Межд. | Др. | Др. |
| --------------- | ---------------------- | --------------- | ---- | ---- | ----- | ----- | ----- | ----- | --- | --- |
| 2020            | Дерри Сити             | А               | —    | —    | —     | —     | —     | —     | —   | —   |
| 2020/21         | Датфорд                | Е               | 2    | 1    | —     | —     | —     | —     | 2   | 1   |
| 2020/21         | Хавант энд Уотерлувилл | Е               | 2    | 0    | —     | —     | —     | —     | —   | —   |
| 2022/23         | Ширак                  | А               | 34   | 7    | 4     | 3     | —     | —     | —   | —   |
| 2023            | Жетысу                 | А               | 8    | 1    | —     | —     | —     | —     | —   | —   |